# Liste der Biografien/Auz
Liste der Biografien |
Portal Biografien |
Personensuche
# |
A |
B |
C |
D |
E |
F |
G |
H |
I |
J |
K |
L |
M |
N |
O |
P |
Q |
R |
S |
T |
U |
V |
W |
X |
Y |
Z |
?
 
Aa |
Ab |
Ac |
Ad |
Ae |
Af |
Ag |
Ah |
Ai |
Aj |
Ak |
Al |
Am |
An |
Ao |
Ap |
Aq |
Ar |
As |
At |
Au |
Av |
Aw |
Ax |
Ay |
Az
 
Aua |
Aub |
Auc |
Aud |
Aue |
Auf |
Aug |
Auh |
Aui |
Auj |
Auk |
Aul |
Aum |
Aun |
Aup |
Aur |
Aus |
Aut |
Auv |
Auw |
Aux |
Auz
Die Liste der Biografien führt alle Personen auf, die in der deutschsprachigen Wikipedia einen Artikel haben. Dieses ist eine Teilliste mit 15 Einträgen von Personen, deren Namen mit den Buchstaben „Auz“ beginnt.

## Auz
- Aúz Castro, Monika (* 1940), deutsche Richterin am Bundespatentgericht und am Europäischen Patentamt

### Auza
- Auza, Bernardito Cleopas (* 1959), philippinischer Geistlicher, römisch-katholischer Erzbischof und Diplomat des Heiligen StuhlsBernardito Cleopas Auza (* 1959)

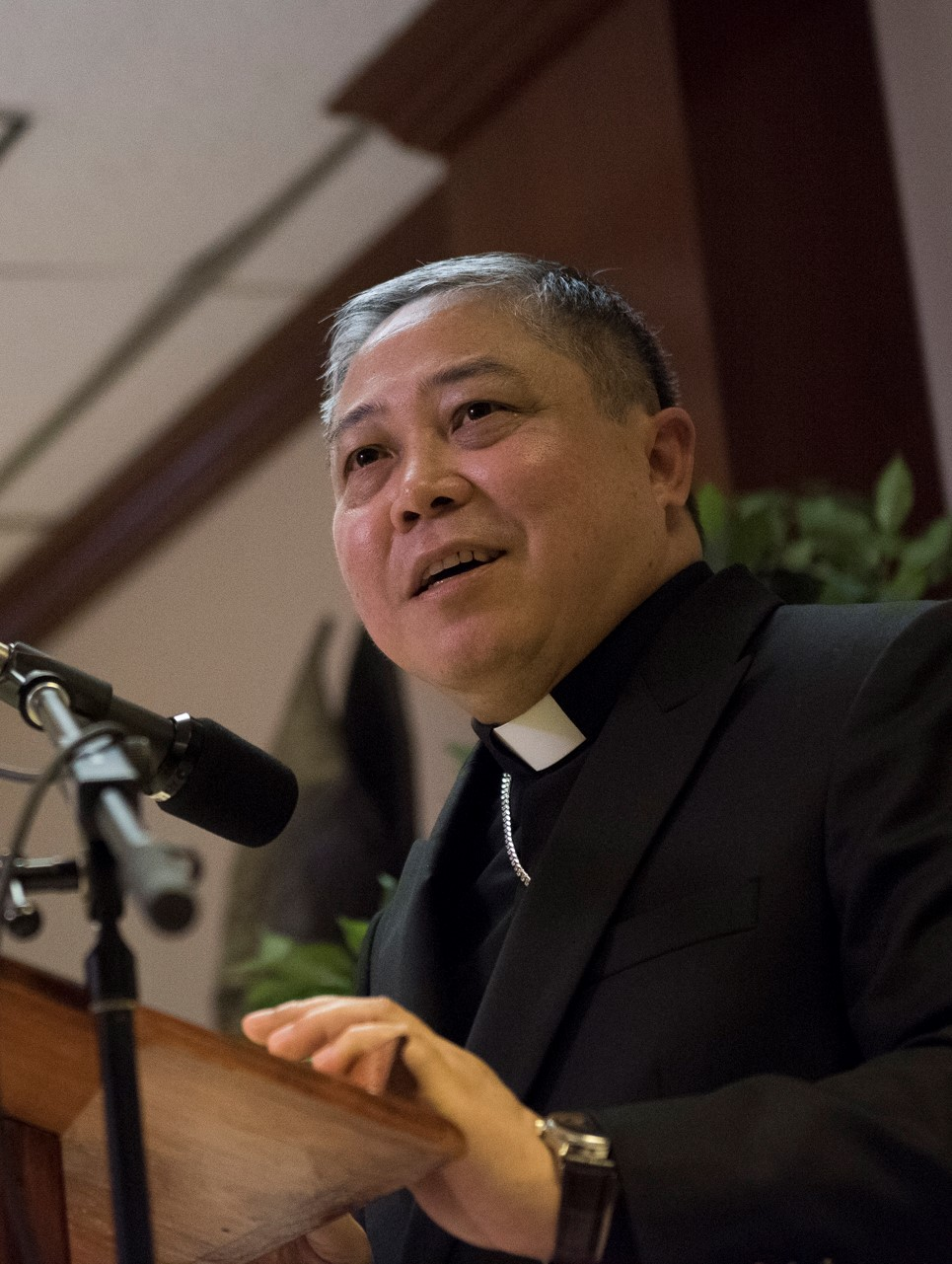
Bernardito Cleopas Auza (* 1959)

- Auza, Jeyson (* 1981), bolivianischer Arzt und Politiker
- Auzāʿī, al- († 774), islamischer Rechtsgelehrter
- Auzanot, Bénédicte (* 1972), französische Politikerin

### Auzi
- Auziņa, Ance (* 1983), lettische Volleyball- und Beachvolleyballspielerin
- Auziņa, Kitija (* 1996), lettische Skilangläuferin
- Auzinger, Jörg (* 1972), österreichischer Medienkünstler
- Auzinger, Max (1839–1928), deutscher Theater- und Stummfilmschauspieler sowie Zauberkünstler
- Auzinger, Peter (1836–1914), deutscher Schauspieler und bayerischer Mundartdichter
- Auzinger, Theodor (1878–1957), deutscher Bühnen- und Filmschauspieler
- Auziņš, Kārlis (* 1988), lettischer Jazz- und Improvisationsmusiker (Saxophon, Komposition)

### Auzo
- Auzou, Pauline (1775–1835), französische Malerin
- Auzout, Adrien (1622–1691), französischer Physiker und Astronom
- Auzoux, Louis (1797–1880), französischer wissenschaftlicher Modellbauer und Anatom